# Charlène Meyong
Charlène Iverna Meyong Menene (19 novembre 1998) è una calciatrice camerunese, centrocampista del London City Lionesses e della nazionale camerunese.

## Carriera

### Club
Giocatore del Louves Minproff, ha subito una frattura del femore destro nelle fasi a eliminazione diretta della Camerun Cup del 2016, costringendola a rinunciare alla Coppa d'Africa 2016.

### Nazionale
Insieme alla squadra del Camerun, è stata finalista ai Giochi africani del 2015 a Brazzaville.
Con la nazionale camerunese di calcio femminile ha fatto parte del gruppo finalista al Campionato COSAFA 2018 ed è stata terza alla Coppa d'Africa nel 2018 organizzata in Ghana. Nel 2019, è stata nuovamente selezionata nella squadra nazionale del Camerun per il Campionato mondiale femminile di calcio in Francia.

## Palmarès

### Club
- Campionato inglese di seconda divisione: 1

London City Lionesses: 2024-2025